# Карла Бруні
Ка́рла Бру́ні Теде́скі (італ. Carla Bruni Tedeschi; *23 грудня 1967, Турин) — французька співачка італійського походження, колишня модель, дружина колишнього президента Франції Ніколя Саркозі.

## Дитинство і юність
Народилася 23 грудня 1967 року в Турині (Італія).
Дочка оперного композитора і багатого промисловця Альберто Бруні Тедескі і акторки кіно та піаністки Марізи Боріні. Її старша сестра — акторка, сценарист і режисер Валерія Бруні-Тедескі. 1973 року родина Карли Бруні переїжджає до Франції. Карла навчається грі на піаніно та гітарі. З наймолодшого віку вона була в оточенні музики та успадкувала від своєї родини любов до цього мистецтва. Карла навчається в приватних інтернатах Швейцарії та Франції. Пізніше вивчає архітектуру в Парижі.

## Кар'єра моделі
У віці дев'ятнадцяти років полишає навчання і пробує себе як модель паризького агентства City Models. Дуже швидко її помічають і Карла Бруні стає топ-моделлю міжнародного рівня та зіркою обкладинок журналів мод. 1995 року вона грає свою першу роль у фільмі Catwalk Річарда Лікока (Richard Leacock), а 1997 року в Paparazzi Алена Берберяна (Alain Berberian). Того ж року, у віці 29 років вона завершує свою десятирічну кар'єру моделі. Карла Бруні віддається своїй пристрасті — музиці.

## Автор і виконавець пісень
1999 року зустрічається з Жюльєном Клером (Julien Clerc) і зізнається співаку, що пише пісні. За кілька тижнів вона надсилає йому слова пісні Si j’étais elle. Жюльєн Клер кладе їх на музику і випускає альбом Si j’étais elle, для якого Карла Бруні написала ще шість пісень. У 2000 році було продано понад 250 000 копій альбому.
2002 року пише слова і музику власного альбому Quelqu'un m'a dit. Акомпанемент на гітарі для нього виконав французький музикант Луї Бертіньяк (Louis Bertignac). Прості, але оригінальні фолькові балади у виконанні тендітного голосу Карли Бруні зачарували критику і публіку. Було продано понад 1,2 мільйона копій у Франції і 800 000 за кордоном.
2003 року Карла Бруні отримала нагороду Victoires de la musique в категорії Виконавиця року. І того ж року нагороду Prix Raoul Breton французької Спілки авторів, композиторів та видавців музики.

У січні 2007 року вийшов другий альбом Карли Бруні No Promises, в якому вірші англомовних поетів покладені на її власну музику. За 2007 рік було продано лише 80 000 копій диску.

## Особисте життя
Карла Бруні має імідж жінки, що підкорює чоловіків. Вона неодноразово з'являлася на шпальтах преси в обіймах рок-зірок Еріка Клептона, Юрія Лози та Міка Джаггера, мультимільярдера Дональда Трампа, акторів Кевіна Костнера та Венсана Переза, адвоката Арно Кларсфелда (Arno Klarsfeld).
Коли Карла Бруні жила з видавцем Жаном-Полем Ентовеном (Jean-Paul Enthoven) у неї виник зв'язок з його сином Рафаелем (Raphaël Enthoven), з яким вона одружилася і від якого народила дитину в 2001 році. Карла стала одним із персонажів першого бестселера Жюстіни Леві (Justine Lévy) Rien de grave, в якому авторка — колишня жінка Рафаеля, полишена ним заради Карли — переповіла свою історію занепаду та повернення до життя після розлучення.
У грудні 2007 року сайт французького тижневика L'Express оприлюднив фотографії Карли Бруні в компанії щойно розлученого президента Франції Ніколя Саркозі, що мало гучний розголос у французьких та світових ЗМІ. Пара провела разом різдвяну відпустку в Єгипті та Йорданії. 8 січня 2008 року Саркозі на прес-конференції підтвердив намір одружитися з Карлою Бруні. Вони одружилися 2 лютого 2008 року в Єлисейському палаці (Резиденція президента Франції) в присутності лише найближчих родичів та друзів.

## Дискографія

### Quelqu'un m'a dit (Хтось сказав мені)
Вийшов у березні 2002 року. Фірма звукозапису: Naïve
| #   | Назва пісні                               |
| --- | ----------------------------------------- |
| 1.  | Quelqu'un m'a dit (Хтось сказав мені)     |
| 2.  | Raphaël (Рафаель)                         |
| 3.  | Tout le monde (Всі)                       |
| 4.  | La noyée (Потопельниця)                   |
| 5.  | Le toi du moi (Мій ти)                    |
| 6.  | Le ciel dans une chambre (Небо в кімнаті) |
| 7.  | J'en connais (Я знаю таких)               |
| 8.  | Le plus beau du quartier (Перший красень) |
| 9.  | Chanson triste (Сумна пісня)              |
| 10. | L'excessive (Надмірна)                    |
| 11. | L'amour (Кохання)                         |
| 12. | La dernière minute (Остання хвилина)      |

### No Promises (Без обіцянок)
Вийшов у січні 2007 року. Лейбл: Naïve
| #   | Назва пісні                                          | Автор тексту      |
| --- | ---------------------------------------------------- | ----------------- |
| 1.  | «Those Dancing Days Are Gone»                        | Їтс Вільям Батлер |
| 2.  | «Before the World Was Made»                          | Їтс Вільям Батлер |
| 3.  | «Lady Weeping at the Crossroads»                     | Вістен Г'ю Оден   |
| 4.  | «I Felt My Life With Both My Hands»                  | Емілі Дікінсон    |
| 5.  | «Promises Like Piecrust»                             | Крістіна Россетті |
| 6.  | «Autumn»                                             | Walter de la Mare |
| 7.  | «If You Were Coming in the Fall»                     | Емілі Дікінсон    |
| 8.  | «I Went to Heaven»                                   | Емілі Дікінсон    |
| 9.  | «Afternoon»                                          | Дороті Паркер     |
| 10. | «Ballad at Thirty Five»                              | Дороті Паркер     |
| 11. | «At Last the Secret Is Out»                          | Вістен Г'ю Оден   |
| 12. | «Those Dancing Days Are Gone (альтернативна версія)» | Їтс Вільям Батлер |